# The Cold Still
The Cold Still è il terzo album in studio del gruppo musicale britannico The Boxer Rebellion, pubblicato nel 2011.

## Tracce
1. No Harm – 4:02
2. Step Out of the Car – 3:03
3. Locked in the Basement – 3:42
4. Cause for Alarm – 3:34
5. Caught by the Light – 4:51
6. Organ Song – 3:28
7. Memo – 3:05
8. Both Sides Are Even – 5:05
9. The Runner – 3:39
10. Doubt – 4:57